# Давид Святославич (князь Вітебський)
Давид Святославич (? — ?) — князь Вітебський, син Святослава Всеславича та Софії Володимирівни. 
Онук Всеслава Брячиславича. Походив з вітебської лінії Ізяславичей Полоцьких. По материнській лінії - онук Володимира Мономаха.

## Біографія
Молодший брат Василька та Єфросинії. 
1129 року Великий князь Київський Мстислав здійснив похід на Полоцьке князівство, захопивши в полон всіх полоцких князів і членів їх сімей, позбавив їх уділів й вислав до Візантії. 
У 1131 або 1132 році Василько та брати повернулись з Візантії. 
Єдина згадка про Давида є в «Життії Єфросинії», де розповідається про паломництво Єфросинії до Єрусалима зі своїм братом Давидом і сестрою Євдокією між 1162 і 1169 роками. 
Можливо, у нього був якийсь уділ у Вітебському князівстві. 
За найпоширенішою версією був батьком Бориса Давидовича, князя Полоцького.